# Loosdorf (Herrschaft)

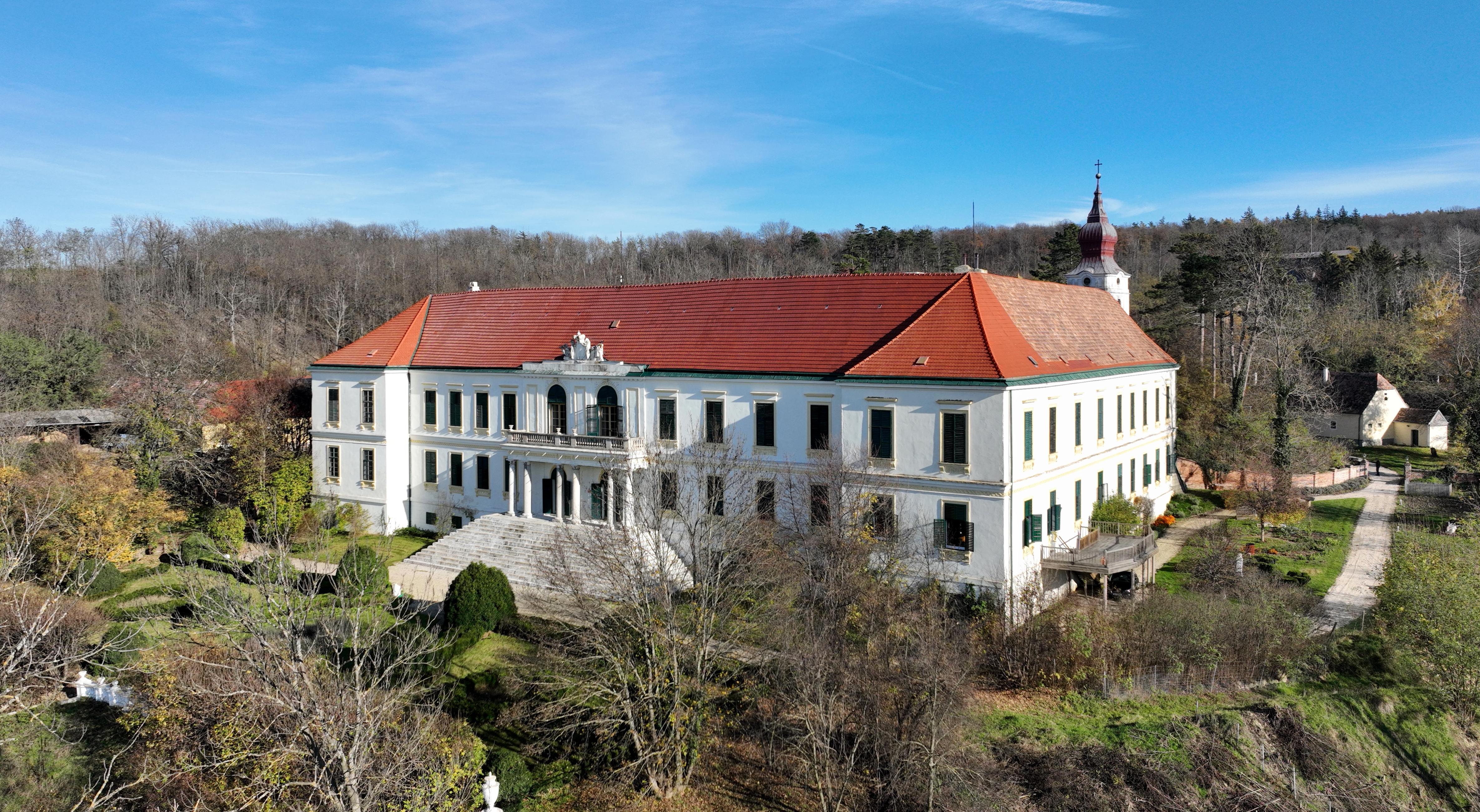
Schloss Loosdorf, Sitz der Verwaltung (2022)

Die Herrschaft Loosdorf war eine Grundherrschaft im Viertel unter dem Manhartsberg im Erzherzogtum Österreich unter der Enns, dem heutigen Niederösterreich.

## Ausdehnung
Die Herrschaft, die weiters aus der Veste Hagendorf und Burg Laa bestand, umfasste zuletzt die Ortsobrigkeit über Loosdorf, Hagendorf, Fallbach, Gaubitsch, Altenmarkt und Ungerndorf. Der Sitz der Verwaltung befand sich im Schloss Loosdorf.

## Geschichte
Nach dem Tod von Franz Josef I. Fürst von Liechtenstein im Jahr 1781 erbte seinen Sohn Johann I. Josef den Besitz. Dieser bestellte unter anderem den Juristen Michael Bach zu seinem Oberamtmann, den Vater des hier geborenen Alexander von Bach. Im Jahr 1834 ging die Herrschaft auf Friedrich August Graf und Marquis von Piatti (1803–1872) über, dem Begründer der österreichischen Linie der Grafen Piatti. Er war auch der letzte Inhaber der Herrschaft, denn nach den Reformen 1848/1849 wurde diese aufgelöst.